# Richard Mortensens bevægelige maleri
Richard Mortensens bevægelige maleri er en dansk eksperimentalfilm fra 1944 instrueret af Jørgen Roos og Albert Mertz efter deres eget manuskript.

## Handling
På Kunstindustrimuseets udstilling i 1941 "Souvenir" - om det turisterne køber - havde Richard Mortensen udstillet et abstrakt maleri, et kinetisk værk. Denne reportagefilm er lavet over værket og er i øvrigt det eneste vidnesbyrd, da værket blev stillet på Polyteknisk Læreanstalt, som siden demonterede det. Materialerne blev brugt til et kolonihavehus.

## Medvirkende
- Richard Mortensen
- Ib Geertsen